# Società Calcistica Virtus Torino
La Società Calcistica Virtus fu la sezione calcistica di una società sportiva con sede a Torino ad inizio Novecento.

## Storia
Di questa antica squadra esistono solo poche frammentarie notizie intorno alla metà del primo decennio del XX secolo. Attiva nel campionato di calcio organizzato dalla Federazione Ginnastica, nel 1906 provò la strada della FIGC, iscrivendosi al torneo piemontese di Terza Categoria, che vinse battendo in finale il F. C. Interliceale per 2-1 a Torino sul Campo di Piazza d'armi. La squadra era così composta: Poni V., Capello A. (capitano), Merlotti V., Actis F., Dentis M., Benedetto B., Boggio F., Berardo F., Vai A., Simonazzi E., Moschino G.
Il buon cammino nella prima stagione federale portò il club a tentare una prima esperienza nel campionato giovanile di Seconda Categoria del 1907, in cui fu fermata dalla formazione della Juventus II.
La società madre decise quindi di concentrarsi sugli sport ginnici, liquidando le attività calcistiche.